# Петровщина (Молодечненский район)
Петровщина (бел. Пятро́ўшчына, пол. Piotrowszczyzna) — деревня в Молодечненском районе Минской области Республики Беларусь. Входит в состав Городокского сельсовета. По состоянию на 01.01.2016 год 101 двор, 256 жителей.

## История
В XVIII веке деревня Вилейского уезда Минской губернии. В 1800 году 11 дворов, 56 жителей (в том числе 6 жители окрестной знати). Деревня принадлежала Голынскому. В 1866 году 59 жителей. Имение принадлежало Алендину. В деревне была православная церковь. В 1870 году деревня — центр сельской общины, в которую входили 20 деревень. В 1880 году Петровщина — частное владение, 10 дворов, 9 жителей. Имелась православная церковь. В начале XX века деревня, 183 десятины земли, в Городокской волости Вилейского уезда Виленской губернии. В 1904 году деревня (154 жителя) и поместье (19 жителей), собственность Карпинской. С 1921 года в Польше. В 1921 году деревня Городокской гмины Вилейского повета Виленского воеводства; 30 дворов, 150 жителей. В 1932 году; 33 дворов, 166 жителей. С 1939 года в составе БССР, с 15.01.1940 года до 12.10.1940 года центр сельсовета Радошковичского района Вилейской области.

В 1941 году Петровщина насчитывала 31 двор и 212 жителей. Петровщина входит в число деревень сожженных в годы Великой Отечественной войны. Так, по показаниям свидетелей, 9 апреля 1944 года оккупанты сожгли 30 дворов и погубили 27 жителей. Из протокола допроса свидетеля Шестиловской А. А.: 
Рано утром, в апреле 1944 года к дер. Петровщина прибыли немцы и городская полиция с танком сразу же открыла стрельбу по деревне. После этого все жители деревни, в том числе и я, побежали из деревни в лес, а немцы и полиция стреляли в убегающих жителей, начали жечь деревню. После сожжения деревни полиция и немцы забрали весь скот — коров, лошадей, овец и увели с собою в м. Городок. Полиция и немцы из нашей деревни уехали только после того, когда все дома и постройки сгорели и возвратившиеся из леса жители уже не могли ничего спасти из вещей.
В боях с немецко-фашистскими захватчиками погибли 13 земляков, которым установлен памятник.
После войны деревня отстроилась, был создан колхоз «За власть Советов». В 1969 году насчитывалось 111 жителей. По состоянию на 01.01.2002 в деревне имелось 140 дворов и 302 жителя. В деревне имелась начальная школа-сад (была разрушена в 2010-х).
Рядом с деревней протекает река Западная Березина, которая вместе с плотиной образовывает водохранилище (урочище Глинянка или Глинище). Рядом с плотиной расположена водяная мельница Калиновского XIX в. (> 1875).

10 ноября 2014 года было разрушено здание старой конюшни (1875 год постройки) бывшего хозяйственного двора усадьбы Корсаков, последние годы использовавшееся в качестве склада местного сельхозпредприятия (КСУП «Сосновка-Агро»). Общественности была доведена информация, что здание признано аварийным и подлежало сносу на основании решения Минского областного исполнительного комитета.
«… Только конюшни больше нет. На нее приезжали люди посмотреть. Художники рисовали. Ее гостям показывали. Как мельницу и старый панский сад — усадьбу-то еще во время Второй мировой партизаны сожгли. Соседка рассказывала: люди просили не трогать — клуб там был после бегства пана, да партизаны сказали, что нечего панским добром пользоваться…» — сообщала в беседе с журналистами местная жительница Светлана Ветрова.
В 1,5 км к северо-западу от деревни находится городище культуры штрихованной керамики.